# Rudaki (Polska)
Rudaki (białorus. Рудакі) – wieś w Polsce położona nad rzeką Świsłocz w województwie podlaskim, w powiecie sokólskim w gminie Krynki.
W latach 1975–1998 miejscowość administracyjnie należała do województwa białostockiego.

## Historia

### XVI w.
Wieś położona na Rusi Czarnej i istniejąca już w 1558 roku, jako dobra królewskie, włości kryńskiej w powiecie grodzieńskim województwa trockiego Wielkiego Księstwa Litewskiego.
Liczyła wówczas 11 włók (ok. 200ha) "gruntu podłego" i graniczyła z wioskami Loszina (Łosiniany) i Chomentowo (Chomątowce)
W roku 1560 Rudaki „oddano «za listem J.K.M.» Ostafiemu Wołowiczowi do jego włości Brzostowicy”.
Od końca XVI., początku XVII wieku mieszkańcy wsi byli wiernymi kościoła unickiego w parafii Hołynka dekanatu grodzieńskiego

### XVIII w.
W 1789 roku wieś należała do Hrabstwa Brzostowica Wielka Jaśnie Wielmożnego Stanisława Potockiego Generała Artylerii Koronney. Liczyła 26 budynków i 167 mieszkańców

### XIX w.
W II połowie XIX wieku powierzchnia wsi wynosiła 257 dziesięcin (ok. 280 ha) w tym 135 dziesięcin grunty rolne, 64 pastwiska i łąki oraz 58 nieużytki

### I wojna światowa i okres międzywojenny
Wg niemieckiej mapy z 1914 roku Rudaki liczyły 28 gospodarstw. W 1915 roku mieszkańcy opuścili wieś i udali się na bieżeństwo.
Od 1915 do początku 1919 roku Rudaki znajdowały się na terytorium Ober-Ost, okupowanym przez Niemców.
Jednocześnie w okresie od lutego do początku listopada 1918 roku wieś znajdowała się na terenie Królestwa Litwy
Do Rudak zgłosił, w 1918 roku, swe pretensje również rząd Białoruskiej Republiki Ludowej
Także powstała w lutym 1919 roku Litewsko-Białoruskia Republika Rad (LitBieł) objęła swoimi, planowanymi, granicami małą wieś Rudaki.
Dopiero w końcu lutego lub początkach marca 1919 roku w Rudakach pojawiły się polskie władze i wojsko. Od tego momentu Rudaki znalazły się pod zarządem Zarządem Cywilnym Ziem Wschodnich
We wrześniu 1920 w trakcie operacji niemeńskiej z okolic Rudak wyszło uderzenie 3 Dywizji Piechoty Legionów w kierunku Brzostowicy Wielkiej i Mostów.
Na mocy traktatu ryskiego Rudaki pierwszy raz w swojej historii znalazły się w granicach Polski. Prawdopodobnie w trakcie walk w wojnie polsko-bolszewickiej lub wcześniej po opuszczeniu wsi i udaniu się mieszkańców na bieżeństwo wieś została całkowicie zniszczona. Według Powszechnego Spisu Ludności przeprowadzonego w 1921 roku w Rudakach znajdowało się 16 budynków gospodarczych określonych jako „inne zamieszkałe” przez 83 osoby (42 kobiety, 41 mężczyzn). Wszyscy mieszkańcy wsi Rudaki zadeklarowali wówczas wyznanie prawosławne i narodowość białoruską. W okresie międzywojennym miejscowość znajdowała się w gminie Hołynka w powiecie grodzieńskim. Około 1930 roku liczyła 43 gospodarstwa. We wsi, na gruncie wspólnoty, przy źródle, była karczma
W okresie międzywojennym Rudaki należały do katolickiej parafii Nawiedzenia Najświętszej Marii Panny w Brzostowicy Wielkiej i prawosławnej parafii we wsi Hołynka
Przy moście przez Świsłocz, przy „Trakcie Napoleońskim”, znajdował się młyn wodny zniszczony w I połowie 1948 roku.

### II wojna światowa i okres powojenny
Od września 1939 roku wieś pod okupacją sowiecką. W dniu 2 listopada 1939 Rudaki zostały włączone w skład Białoruskiej Socjalistycznej Republiki Sowieckiej.
W okresie okupacji niemieckiej wieś znajdowała się w powiecie sokólskim (Landkreis Sokolka) Okręgu Białostockiego (Bezirk Bialystok).
W lecie 1944 roku na zachodnim brzegu Świsłoczy na okalających Rudaki wzgórzach Niemcy urządzili umocnienia przerwane przez Armię Czerwoną w dniach 21-22 lipca 1944. W wyniku ataku Niemiec na ZSRR w 1941, jak i podczas walk w 1944 roku w Rudakach poległo 23 radzieckich żołnierzy. Wskutek walk wieś była spalona. Wg relacji ocalały jedynie 3 gospodarstwa. W lipcu 1944 roku po zajęciu Rudak przez sowietów część mężczyzn została wcielona do Armii Czerwonej.
Wieś do maja 1948 roku w granicach Związku Socjalistycznych Republik Radzieckich. W trakcie delimitacji granicy  sprawozdaniu Powiatowego Inspektora do Spraw Osadnictwa z października 1946 roku opisano Rudaki następująco: „Wieś na ogół biedna, liczy około 150 gospodarstw.(...) Ludność mieszana polskobiałoruska. Stosunek ludności białoruskiej do Państwa Polskiego co najmniej obojętny”
W dniu 25 maja 1948 w wyniku delimitacji granicy Rudaki znalazły się z powrotem w granicach Polski. Wg relacji mieszkańcy wsi, pomimo zarządzonej przez sowieckie władze ewakuacji na wschodni (sowiecki) brzeg Świsłoczy, pozostali w Rudakach. W trakcie ewakuacji miały miejsce szarpaniny z sowieckimi żołnierzami. Niektórzy z mieszkańców kładli się przed sowieckimi ciężarówkami uniemożliwiając ewakuację mienia.
W wyniku ostatecznego wytyczenia granicy mogiłki (cmentarz) w Hołynce, gdzie mieszkańcy Rudak chowali swoich zmarłych znalazły się po sowieckiej stronie granicy. Przez pewien czas pogrzeby urządzano na starych, pochodzących jeszcze sprzed I wojny, mogiłkach położonych na pobliskich wzgórzach, na działce nr 8 w obrębie Rudaki.
Po 1948 roku rudackie dzieci uczęszczały do szkoły podstawowej w Łosinianach i Chomontowcach, a od 1958 roku do nowo wzniesionej murowanej szkoły podstawowej w Kruszynianach.
W dniu 20 czerwca 1966 roku północna część wsi uległa zniszczeniu w wyniku pożaru.
Rudaki zostały zelektryfikowane na początku 1970 roku.
Dnia 18 października 2011 roku zlikwidowano w Rudakach sołectwo. 
W dniu 29 maja 2014 służby weterynaryjne wyłowiły ze Świsłoczy w Rudakach padłego dzika. Był to jeden z pierwszych przypadków ASF w Polsce
W związku z kryzysem migracyjnym na granicy z Białorusią, jaki nastąpił w połowie 2021 r., miejscowość i okolice objęte zostały stanem wyjątkowym.

## Inne
W strukturach administracyjnych Cerkwi Prawosławnej w Polsce wieś podlega parafii św. Anny w pobliskich Kruszynianach
Rudaki znajdują się na obszarze źródliskowym. We wsi są liczne źródła. Największe, w południowej części wsi, tworzy strugę o nazwie Kołodka, uchodzącą do Świsłoczy.
Przy drogach wychodzących ze wsi znajdują się krzyże pożegnalne. Starszy z 1953 roku, młodszy z lat dziewięćdziesiątych XX wieku.
Na południe od Rudak przebiega gościniec z Białegostoku do Słonimia zwany „Traktem Napoleońskim”, którym w 1812 wojska napoleońskie maszerowały na Moskwę.
Mieszkańcy wsi, w większości mówiący wschodniosłowiańskim dialektem pogranicza białorusko-polskiego tzw. „prostą mową”, są bohaterami dokumentalnego filmu „Rudaki”, stworzonego przez grupę filmową Dracha z Bielska Podlaskiego.

## Zabytki
- park, po 1918, nr rej.:752 z 19.12.1991[23] Właścicielem majątku był p. Chojnowski, który tu zmarł i został pochowany w Krynkach.